# Bout-de-ligne

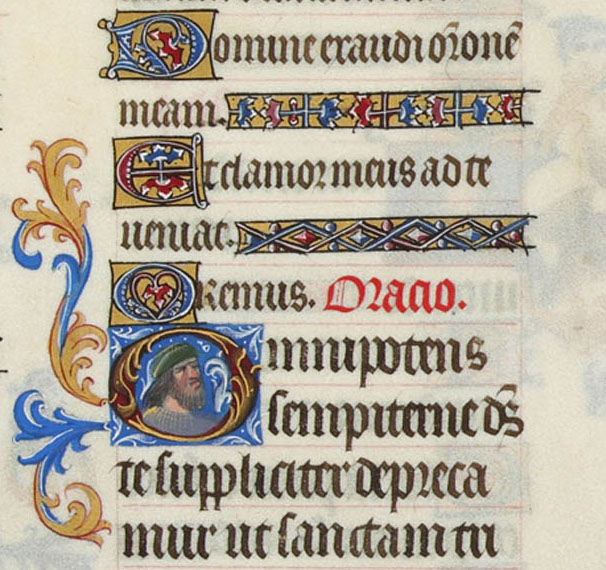
Deux bouts-de-lignes dans une page des Très Riches Heures du duc de Berry, f.110r.

Un bout-de-ligne est un type d'enluminure venant combler l'extrémité d'une ligne qui n'est pas occupée par de l'écriture.

## Descriptif
À l'origine, ces bouts-de-lignes pouvaient être constitué d'un simple trait de plume ou simplement d'une lettre annulée quand la portion de ligne concernée est très étroite. Puis, des ornements sont ajoutés sous la forme d'une baguette décorative apparaissent de plus en plus soignées. 
Cette décoration peut être abstraite, en rinceaux, zoomorphique ou anthropomorphiques. Les premiers bouts-de-lignes décorés apparaissent dans l'enluminure insulaire ou pré-carolingienne.

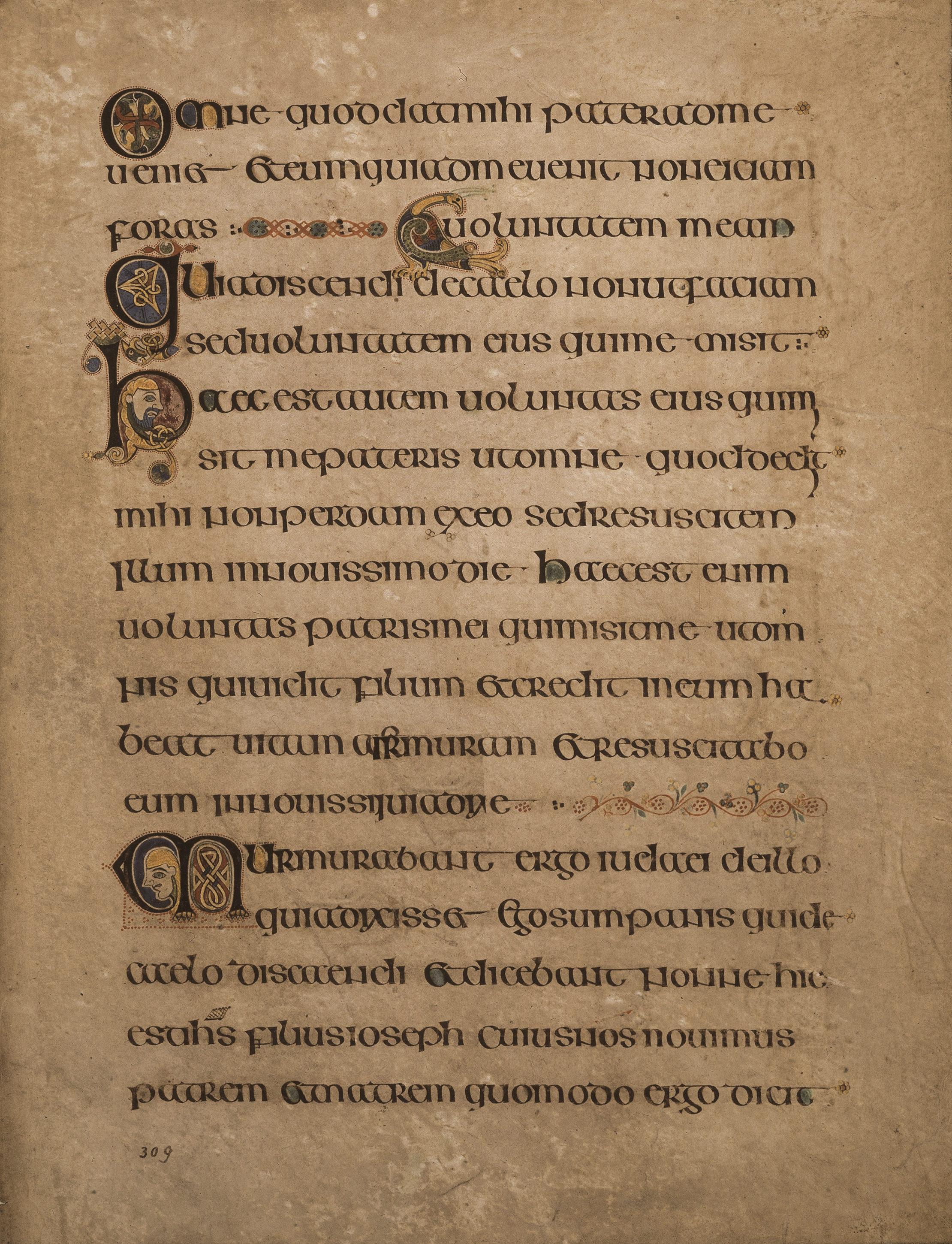
Page du Livre de Kells avec un bout-de-ligne en rinceaux
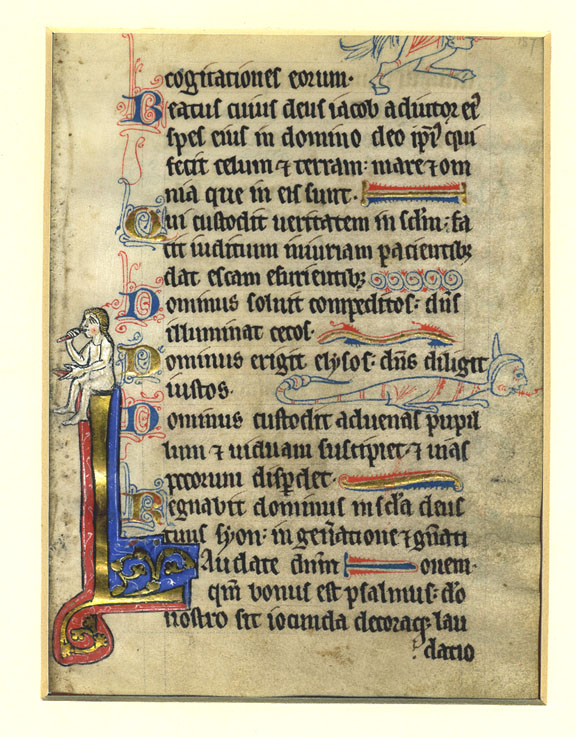
Bout-de-ligne zoomorphique, manuscrit du XIIIe siècle
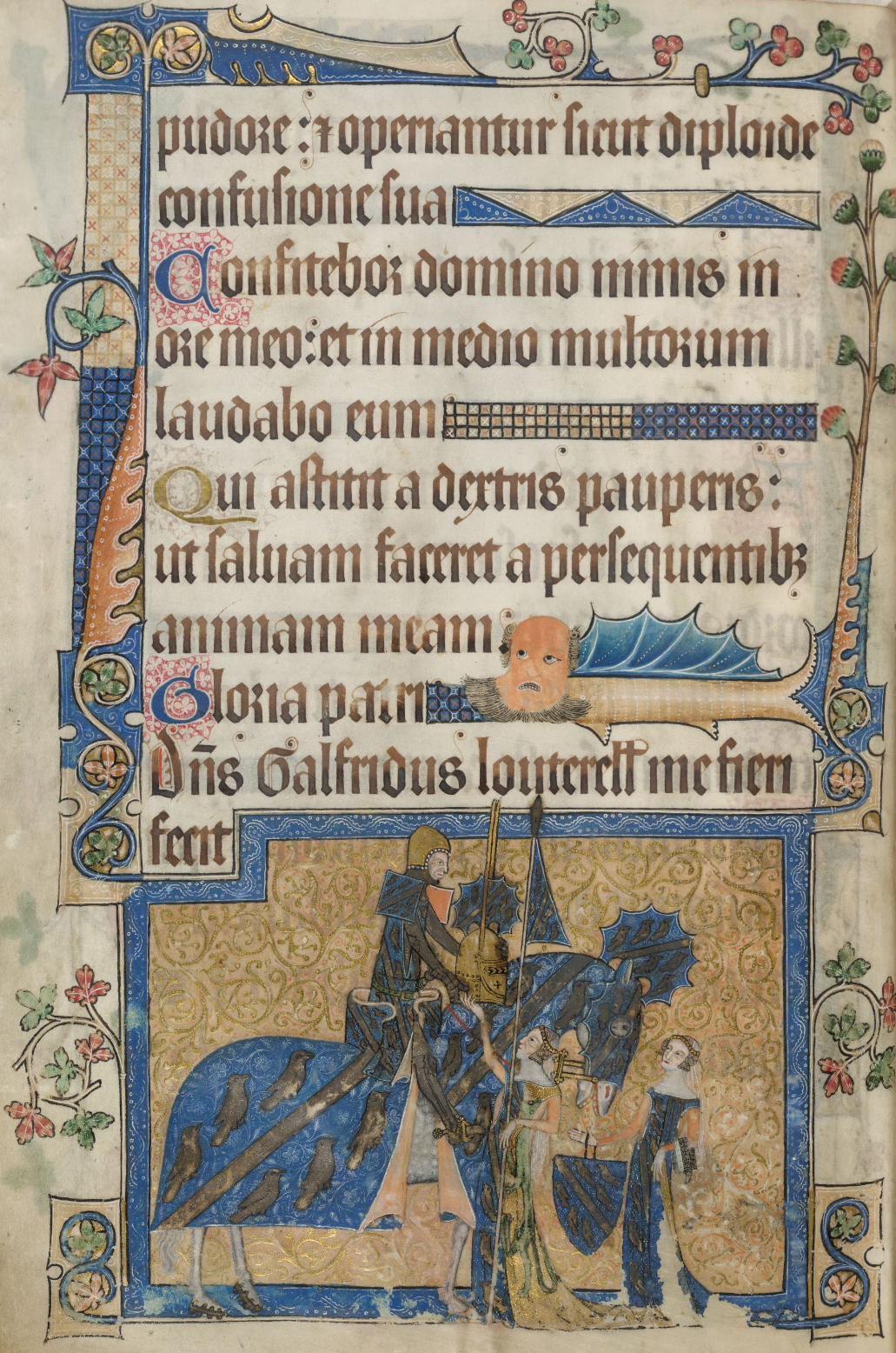
Bouts-de-ligne orné et zoomorphique du psautier de Luttrell

### Articles annexes
- Lettrine
- Miniature (enluminure)
- Enluminure

### lien externe
- (en) Glossary in the Catalogue of illuminated manuscripts sur le site de la British Library